# BD-10°3166 b
BD-10°3166 b je zunajosončni planet, ki je od nas oddaljen približno 268 svetlobnih let. Leži v ozvezdju Čaše. Planet spada v kategorijo "vročih jupitrov," torej v kategorijo planetov, ki krožijo okoli zvezde na zelo majhni tirnici. Razdalja do zvezde je manj kot 1/20 Zemljine oddaljenosti od Sonca. Zaznani niso bili nobeni prehodi, torej planetova orbitalna ravnina ne more biti natančno poravnana z našo smerjo pogleda.